# Rosa Roth – Das leise Sterben des Kolibri
Das leise Sterben des Kolibri ist ein deutscher Fernsehfilm von Carlo Rola aus dem Jahr 2003. Es handelt sich um die siebzehnte Episode der ZDF-Kriminalfilmreihe Rosa Roth mit Iris Berben in der Titelrolle.

## Handlung
In einer Gärtnerei für Gehörlose liegt die Leiche eines Vaters und daneben seine taubstumme Tochter Melanie, welche schwer verletzt überlebt hatte. Im Krankenhaus schweigt jene und die Polizei ermittelt im Umfeld der Gärtnerei. Auffallend ist der Zuhälter Maik, der gehörlose Mädchen wie Melanie als Prostituierte einsetzt. Als dieser von der Polizei verfolgt wird, beginnt er mit seinem Auto zu flüchten und kollidiert mit einem LKW, wobei er ums Leben kommt. Nun scheint für alle der Fall beendet und gelöst doch Rosa Roth ist sich unsicher. Nach einer erneuten Gruppenbefragung gesteht André, der Bruder der Chefin Helen, den Mord, da er in Melanie verliebt war und ihr nur helfen wollte, da er deren Vater als Gewalttäter ansah.

## Hintergrund
Der Film wurde in Berlin und Umgebung gedreht. Am 27. Dezember 2003 wurde die Folge um 20:15 Uhr im ZDF erstausgestrahlt.

## Kritik
Die Kritiker der Fernsehzeitschrift TV Spielfilm gaben dem Film die Wertung „Daumen nach oben“, dabei wurden bei den Kriterien „Anspruch“ und „Spannung“ jeweils zwei von drei möglichen Punkten erteilt. Sie konstatierten: „Feinfühlig“.